# Palmetto (Florida)
Palmetto es una ciudad ubicada en el condado de Manatee en el estado estadounidense de Florida. En el Censo de 2010 tenía una población de 12.606 habitantes y una densidad poblacional de 865,59 personas por km².

## Geografía
Palmetto se encuentra ubicada en las coordenadas 27°31′29″N 82°34′30″O / 27.52472, -82.57500. Según la Oficina del Censo de los Estados Unidos, Palmetto tiene una superficie total de 14.56 km², de la cual 13.91 km² corresponden a tierra firme y (4.5%) 0.66 km² es agua.

## Demografía
Según el censo de 2010, había 12.606 personas residiendo en Palmetto. La densidad de población era de 865,59 hab./km². De los 12.606 habitantes, Palmetto estaba compuesto por el 72.12% blancos, el 10.51% eran afroamericanos, el 0.4% eran amerindios, el 0.6% eran asiáticos, el 0.01% eran isleños del Pacífico, el 14.17% eran de otras razas y el 2.2% pertenecían a dos o más razas. Del total de la población el 28.33% eran hispanos o latinos de cualquier raza.